# Teoría de la percolación

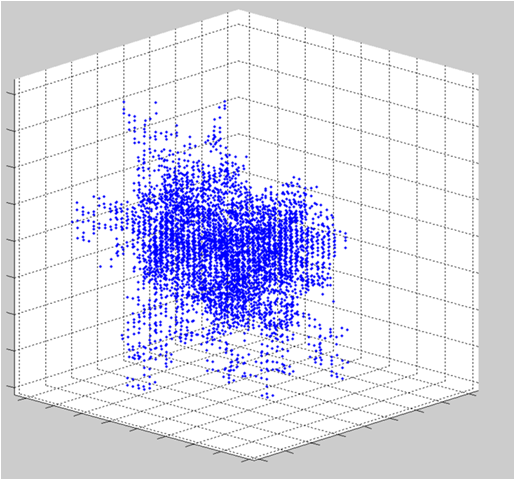
Gráfico tridimensional de un modelo de percolación

En física estadística y matemáticas, la teoría de la percolación describe el comportamiento de una red cuando se agregan nodos o enlaces. Este es un tipo geométrico de transición de fase, ya que en una fracción crítica de la adición, la red de grupos pequeños desconectados se fusiona formando una estructura conectada significativamente más grande, el llamado grupo de expansión. Las aplicaciones de la teoría de la percolación a la ciencia de materiales y en muchas otras disciplinas se discuten aquí y en los artículos dedicados al análisis de redes y a la percolación.

## Introducción

Percolación de enlaces en una retícula cuadrada de p=0.3 a p=0.52

La teoría de Flory-Stockmayer fue el primer desarrollo científico que investigó los procesos de percolación.
Una pregunta representativa (y el origen de la etimología del nombre) es la siguiente. Supóngase que se vierte algo de líquido sobre algún material poroso. ¿Podrá el líquido pasar de un agujero a otro y llegar al fondo? Esta pregunta física es modelada matemáticamente como una red tridimensional de n × n × n vértices, generalmente llamados "sitios", en los que los lados o "enlaces" entre cada dos elementos vecinos pueden estar abiertos (permitiendo el paso del líquido) con probabilidad p, o cerrados con probabilidad 1 – p, y se supone que son independientes. Por lo tanto, para un p dado, ¿cuál es la probabilidad de que exista una ruta abierta (es decir, un camino, cada uno de cuyos enlaces es un enlace "abierto") de arriba abajo? El comportamiento con valores de n grandes es de interés principal. Este problema, llamado ahora percolación de enlaces, fue introducido en la literatura matemática por Broadbent y Hammersley (1957), y ha sido estudiado intensamente por matemáticos y físicos desde entonces.
En un modelo matemático ligeramente diferente para obtener un gráfico aleatorio, un sitio está "ocupado" con probabilidad p o "vacío" (en cuyo caso se eliminan sus bordes) con probabilidad 1 – p; el problema correspondiente se llama filtración del sitio. La pregunta es la misma: para una p dada, ¿cuál es la probabilidad de que exista un camino entre la parte superior y la inferior? De manera similar, se puede preguntar, dado un gráfico conectado, en qué fracción 1 – p de interrupciones se desconectará el gráfico (sin componente grande).

Determinación de la percolación de una red de tubos 3D

Se pueden hacer las mismas preguntas para cualquier dimensión de celosía. Como es bastante típico, en realidad es más fácil examinar redes infinitas que solo las grandes. En este caso, la pregunta correspondiente es: ¿existe un cúmulo abierto infinito? Es decir, ¿existe un camino de puntos conectados de longitud infinita "a través" de la red? Por la ley cero-uno de Kolmogórov, para cualquier p dado, la probabilidad de que exista un grupo infinito es cero o uno. Dado que esta probabilidad es una función creciente de p (prueba a través del argumento de acoplamiento), debe haber un p crítico (denotado por pc) por debajo del cual la probabilidad es siempre 0 y por encima del cual la probabilidad es siempre es 1. En la práctica, esta criticidad es muy fácil de observar. Incluso para n tan pequeño como 100, la probabilidad de una ruta abierta de arriba abajo aumenta drásticamente de muy cerca de cero a muy cerca de uno en un intervalo corto de valores de p.

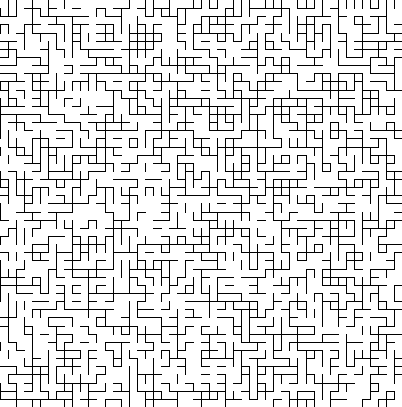
Detalle de una percolación de enlace en la retícula cuadrada en dos dimensiones con probabilidad de percolación p = 0.51

Para la mayoría de los gráficos de celosía infinita, pc no se puede calcular exactamente, aunque en algunos casos de pc existe un valor exacto. Por ejemplo:
- Para una retícula cuadrada ℤ2 en dos dimensiones, pc = 12 para percolación de enlaces, un hecho que fue una cuestión abierta durante más de 20 años y finalmente fue resuelto por Harry Kesten a principios de la década de 1980,[3] (véase Kesten (1982)). Para la percolación del sitio, el valor de pc no se conoce a partir de la derivación analítica, sino solo a través de simulaciones de rejillas grandes.[4]
- Un caso límite para retículas de grandes dimensiones lo da la retícula de Bethe, cuyo umbral está en pc = 1z − 1 para un número de coordinación z. En otras palabras: para el árbol regular de grado {\displaystyle z}, {\displaystyle p_{c}} es igual a {\displaystyle 1/(z-1)}.

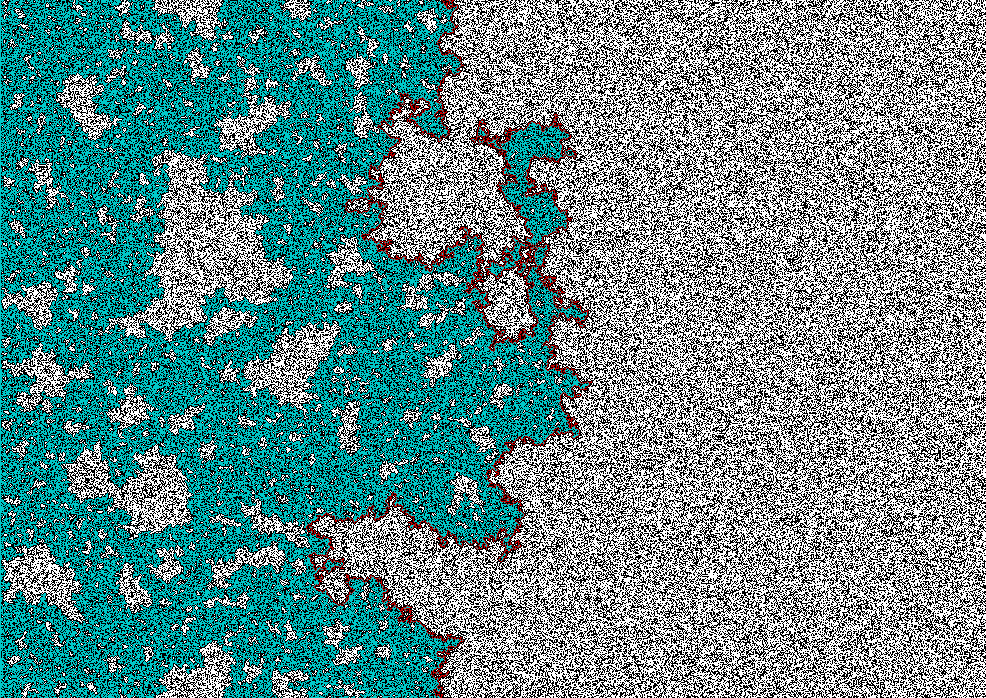
Frente de percolación

- Para redes de Erdős-Rényi aleatorias de grado medio {\displaystyle \langle k\rangle }, pc = 1⟨k⟩.[5][6][7]

## Universalidad
El principio de universalidad establece que el valor numérico de pc está determinado por la estructura local del gráfico, mientras que el comportamiento cerca del umbral crítico, pc, se caracteriza por un exponente crítico universal. Por ejemplo, la distribución del tamaño de los conglomerados en la criticidad decae como una ley de potencia con el mismo exponente para todos los retículos 2d. Esta universalidad significa que para una dimensión dada, los diversos exponentes críticos, la dimensión fractal de los grupos en pc es independiente del tipo de retícula y del tipo de percolación (por ejemplo, enlace o sitio). Sin embargo, recientemente se ha realizado la percolación en un retículo estocástico plano ponderado y se encontró que aunque su dimensión coincide con la dimensión del espacio donde está incrustado, su clase de universalidad es diferente a la de todos los retículos planos conocidos.

## Fases

### Subcrítica y supercrítica
El hecho principal en la fase subcrítica es el "decaimiento exponencial". Es decir, cuando p < pc, la probabilidad de que un punto específico (por ejemplo, el origen) esté contenido en un grupo abierto (es decir, un conjunto conectado máximo de bordes "abiertos" del gráfico) de tamaño r decrece a cero exponencialmente en r . Esto fue probado para la percolación en tres y más dimensiones por Menshikov (1986) e independientemente por Aizenman y Barsky (1987). En dos dimensiones, formó parte de la prueba de Kesten de que pc = 12.
El grafo dual de la retícula cuadrada ℤ2 es también la retícula cuadrada. De ello se deduce que, en dos dimensiones, la fase supercrítica es dual a un proceso de percolación subcrítica. Esto proporciona esencialmente información completa sobre el modelo supercrítico con d = 2. El resultado principal para la fase supercrítica en tres y más dimensiones es que, para N suficientemente grande, hay  un cúmulo abierto infinito en la losa bidimensional ℤ2 × [0, N]d − 2. Esto fue probado por Grimmett y Marstrand (1990).
En dos dimensiones con p < 12, hay una probabilidad de que exista un grupo cerrado infinito único (un grupo cerrado es un conjunto conectado máximo de bordes "cerrados" del gráfico). Por tanto, la fase subcrítica puede describirse como islas abiertas finitas en un océano cerrado infinito. Cuando p > 12 ocurre todo lo contrario, con islas cerradas finitas en un océano abierto infinito. El panorama es más complicado cuando d ≥ 3 desde pc < 12, y hay coexistencia de clústeres infinitos abiertos y cerrados para p entre pc y 1 − pc.
Para conocer la naturaleza de transición de fase de la percolación, consúltese Stauffer y Aharony y Bunde y Havlin. Para la filtración de redes, consúltese Cohen y Havlin.

### Criticidad

Zoom en un grupo de percolación crítico

La percolación tiene una singularidad en el punto crítico p = pc y muchas propiedades se comportan como una ley de potencia con {\displaystyle p-p_{c}}, cerca de {\displaystyle p_{c}}. La teoría de la escala predice la existencia de un exponente crítico, dependiendo del número d de dimensiones, que determinan la clase de singularidad. Cuando d = 2, estas predicciones están respaldadas por argumentos de teoría conforme de campos y de la evolución de Schramm–Loewner, e incluyen valores numéricos predichos para los exponentes. Los valores de los exponentes los dan Stauffer, Dietrich y Aharony y Bunde y Havlin. La mayoría de estas predicciones son conjeturas, excepto cuando el número de dimensiones d satisface que d = 2 o d ≥ 6. Incluyen:
- No hay clústeres infinitos (abiertos o cerrados)
- La probabilidad de que haya un camino abierto desde algún punto fijo (por ejemplo, el origen) a una distancia de r disminuye polinomialmente, es decir, es del orden de rα para algunos α
  - α no depende de la retícula particular elegida ni de otros parámetros locales. Depende solo de la dimensión d (esta es una instancia del principio de universalidad).
  - αd disminuye desde d = 2 hasta d = 6 y luego permanece fijo.
  - α2 = −548
  - α6 = −1.
- La forma de un gran grupo en dos dimensiones es conformemente invariante.

Véase Grimmett (1999). En 11 o más dimensiones, estos hechos se prueban en gran medida utilizando una técnica conocida como expansión de encaje. Se cree que una versión de la expansión de encaje debería ser válida para 7 o más dimensiones, quizás con implicaciones también para el caso umbral de 6 dimensiones. La conexión de la percolación con la expansión de encaje se encuentra en Hara y Slade (1990).
En dos dimensiones, el primer hecho ("sin percolación en la fase crítica") se prueba para muchas retículas, utilizando la dualidad. Se ha logrado un progreso sustancial en el análisis de la percolación bidimensional a través de la conjetura de Oded Schramm de que el límite de escala de un gran cúmulo puede describirse en términos de una evolución de Schramm-Loewner. Esta conjetura fue probada por Smirnov (2001) en el caso especial de percolación del sitio en una red triangular.

## Diferentes modelos
- La percolación dirigida, que modela el efecto de fuerzas gravitatorias actuando en un líquido, también se introdujo en Broadbent y Hammersley (1957),[2] y tiene conexiones con los procesos de contacto.
- El primer modelo estudiado fue la percolación de Bernoulli. En este modelo, todos los enlaces son independientes. Los físicos llaman a este modelo percolación de enlaces.
- A continuación se introdujo una generalización mediante el modelo de conglomerado aleatorio de Fortuin-Kasteleyn, que tiene muchas conexiones con el modelo de Ising y otros modelos de Potts.
- La percolación de Bernoulli (enlace) en grafos completos es un ejemplo de grafo aleatorio. La probabilidad crítica es p = 1N, donde N es el número de vértices (sitios) del gráfico.
- La percolación de arrancamiento elimina las celdas activas de los cúmulos cuando tienen muy pocos vecinos activos y analiza la conectividad de las celdas restantes.[18]
- Percolación del primer paso.
- Percolación de invasión.
- La percolación con enlaces de dependencia fue introducida por Parshani et al.[19]
- Modelo de filtración y difusión de opinión.[20]
- La filtración bajo ataque localizado fue introducida por Berezin et al.[21] Véase también Shao et al.[22]
- La filtración de redes modulares ha sido estudiada por Shay et al.[23] y Dong et al.[24]
- La percolación en estructuras modulares espaciales ha sido estudiada por Gross et al.[25]
- La percolación del tráfico en las ciudades fue introducida por Daqing Li et al.[26] y por Zeng et al.[27]
- Introducción a la recuperación de nodos y enlaces en percolación.[28]
- Percolación en 2d con una longitud de enlace característica.[29] El modelo muestra un nuevo fenómeno, llamado estiramiento crítico, en la estructura y funcionamiento de la red cerca de su umbral crítico de percolación.[30]
- Un modelo de percolación generalizado y descentralizado que introduce una fracción de nodos reforzados en una red que puede funcionar y soportar su vecindario ha sido introducido por Yuan et al.[31]

## Aplicaciones

### En biología, bioquímica y virología física
La teoría de la percolación se ha utilizado para predecir con éxito la fragmentación de las capas de virus biológicos (cápsides), con el umbral de fragmentación de la cápside del virus de la hepatitis B, predicho y detectado experimentalmente. Cuando un número crítico de subunidades se ha eliminado aleatoriamente de la capa nanoscópica, esta se fragmenta, fragmentación que a su vez puede detectarse mediante espectroscopía de masas con detección de carga (CDMS), entre otras técnicas de partícula única. Este es un análogo molecular del juego de mesa común llamado jenga, y tiene relevancia para el estudio más amplio del desmontaje de virus. Curiosamente, las partículas virales más estables (teselaciones con mayores umbrales de fragmentación) se encuentran en mayor abundancia en la naturaleza.

### En ecología
La teoría de la filtración se ha aplicado a estudios sobre cómo la fragmentación del medio ambiente afecta a los hábitats de los animales y a los modelos de cómo se propaga la bacteria de la plaga yersinia pestis.

### Percolación de redes interdependientes multicapa
Buldyrev y sus colaboradores desarrollaron un marco para estudiar la percolación en redes multicapa con dependencia de enlaces entre las capas. Se han encontrado nuevos fenómenos físicos, incluidas transiciones abruptas y fallos en cascada. Cuando las redes están incrustadas en el espacio, se vuelven extremadamente vulnerables incluso
para una fracción muy pequeña de enlaces de dependencia y para ataques localizados en una fracción cero de
nodos. Cuando se introduce la recuperación de nodos, se encuentra un diagrama de fases rico que incluye
puntos multicríticos, histéresis y regímenes metaestables.

### En tráfico
En artículos recientes, la teoría de la percolación se ha aplicado para estudiar el tráfico en una ciudad. La calidad del tráfico global en una ciudad en un momento dado se puede caracterizar por un solo parámetro, el umbral crítico de percolación, que representa la velocidad por debajo de la cual se puede circular en una gran parte de la red viaria de una ciudad. Por encima de este umbral, la red de la ciudad se divide en grupos de muchos tamaños y se puede viajar dentro de vecindarios relativamente pequeños. Este método novedoso también puede identificar cuellos de botella de tráfico repetitivos. Los exponentes críticos que caracterizan la distribución del tamaño de los conglomerados del tráfico en buenas condiciones son similares a los de la teoría de la percolación. También se encontró que durante las horas pico la red de tráfico puede tener varios estados metaestables de diferentes tamaños de red y alternar entre estos estados. Zhang et al. Se encontró una ley de potencia universal aproximada para la distribución del tamaño de los atascos en diferentes ciudades. Serok et al. desarrollaron un método para identificar grupos funcionales de calles espacio-temporales que representan un flujo de tráfico fluido en una ciudad.

## Lecturas relacionadas
- Austin, David (July 2008). «Percolation: Slipping through the Cracks». American Mathematical Society.
- Bollobás, Béla; Riordan, Oliver (2006). Percolation. Cambridge University Press. ISBN 978-0521872324.
- Kesten, Harry (May 2006). «What Is ... Percolation?». Notices of the American Mathematical Society 53 (5): 572-573. ISSN 1088-9477.